# Dalbergia

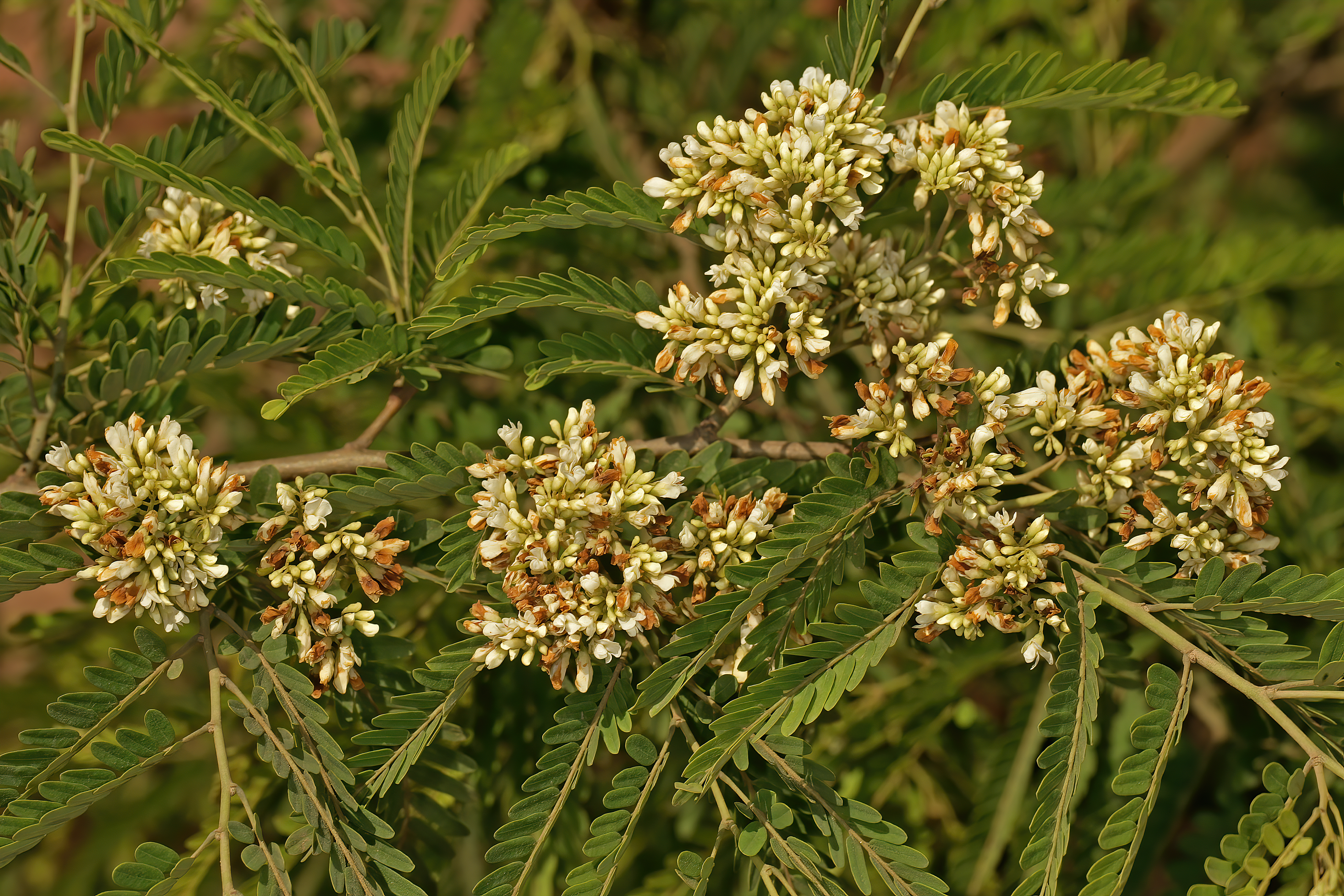
Dalbergia armata

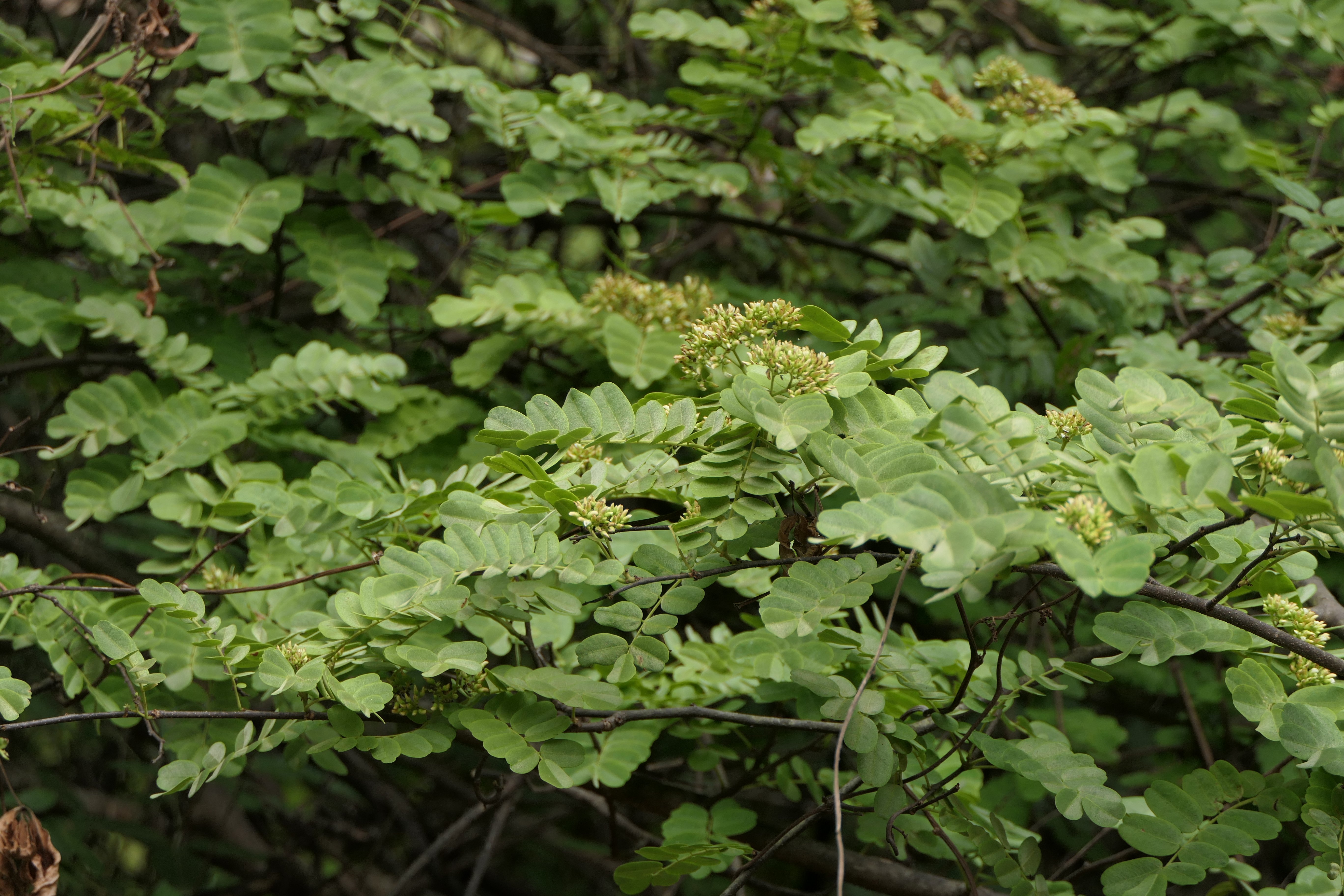
Dalbergia horrida

Dalbergia, kostrączyna (DalbergiaL.f.) – rodzaj roślin z rodziny bobowatych (Fabaceae). Obejmuje 274 gatunków. Zasięg obejmuje wszystkie kontynenty w strefie międzyzwrotnikowej z centrum zróżnicowania w kontynentalnej Afryce (ok. 70 gatunków) i na Madagaskarze (43 gatunki, z czego 42 to endemity tej wyspy). Ponad 80 gatunków rośnie w południowej Azji, 8 na Nowej Gwinei, a dwa gatunki azjatyckie sięgają też Australii. Ponad 50 gatunków rośnie na kontynentach amerykańskich z centrum zróżnicowania w Amazonii.
Wiele gatunków dostarcza bardzo cenionego drewna drewna konstrukcyjnego, służącego do wyrobu mebli, instrumentów muzycznych, narzędzi i do rzeźbienia. Część gatunków ze względu na nadmierną eksploatację trafiło na listę CITES.
Nazwa rodzaju upamiętnia rodzeństwo szwedzkich botaników i przyjaciół Linneusza – Nilsa Dahlberga (1736–1819) i Carla Gustawa Dalberga (zm. w 1775).

## Morfologia

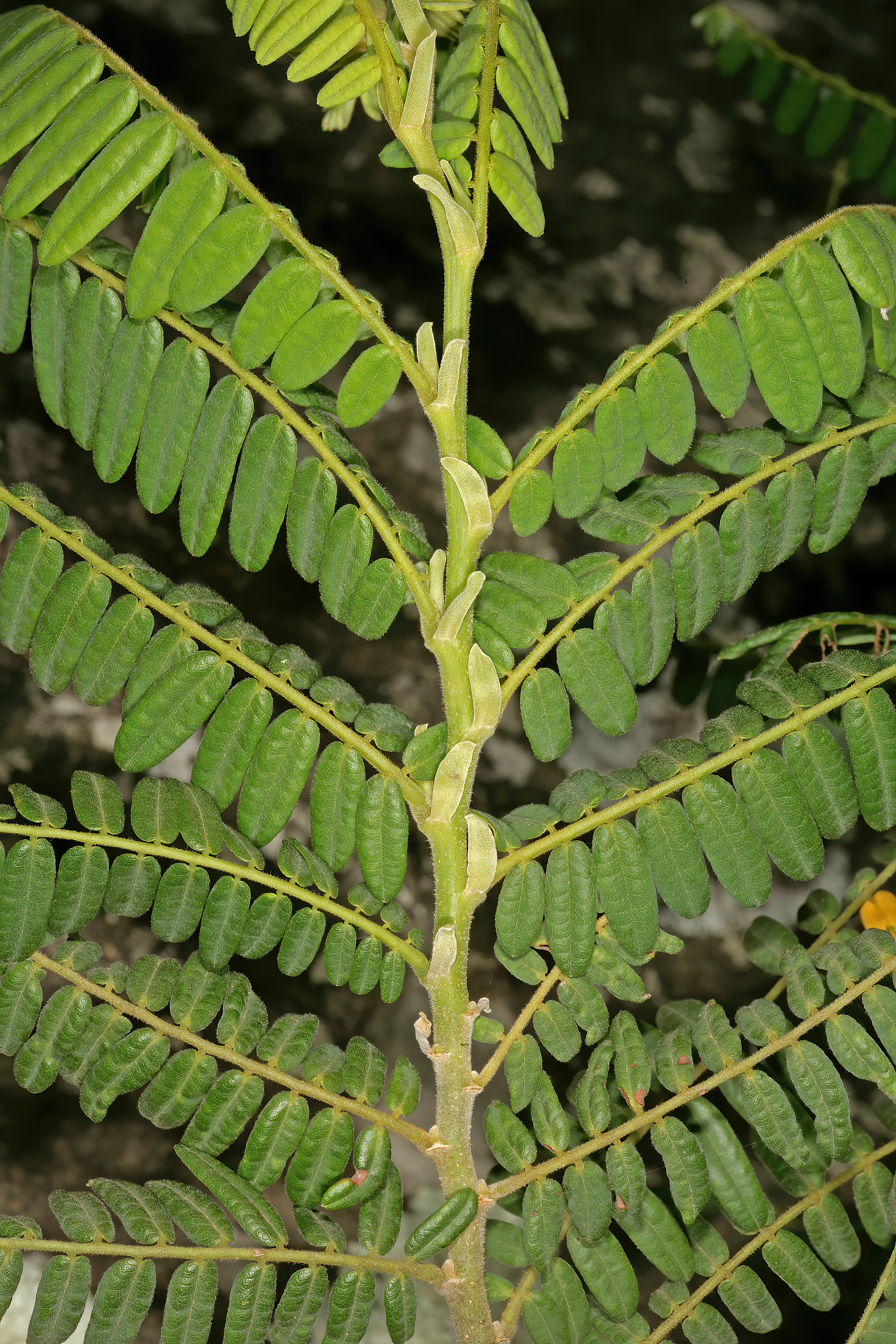
Fragment pędu Dalbergia multijuga

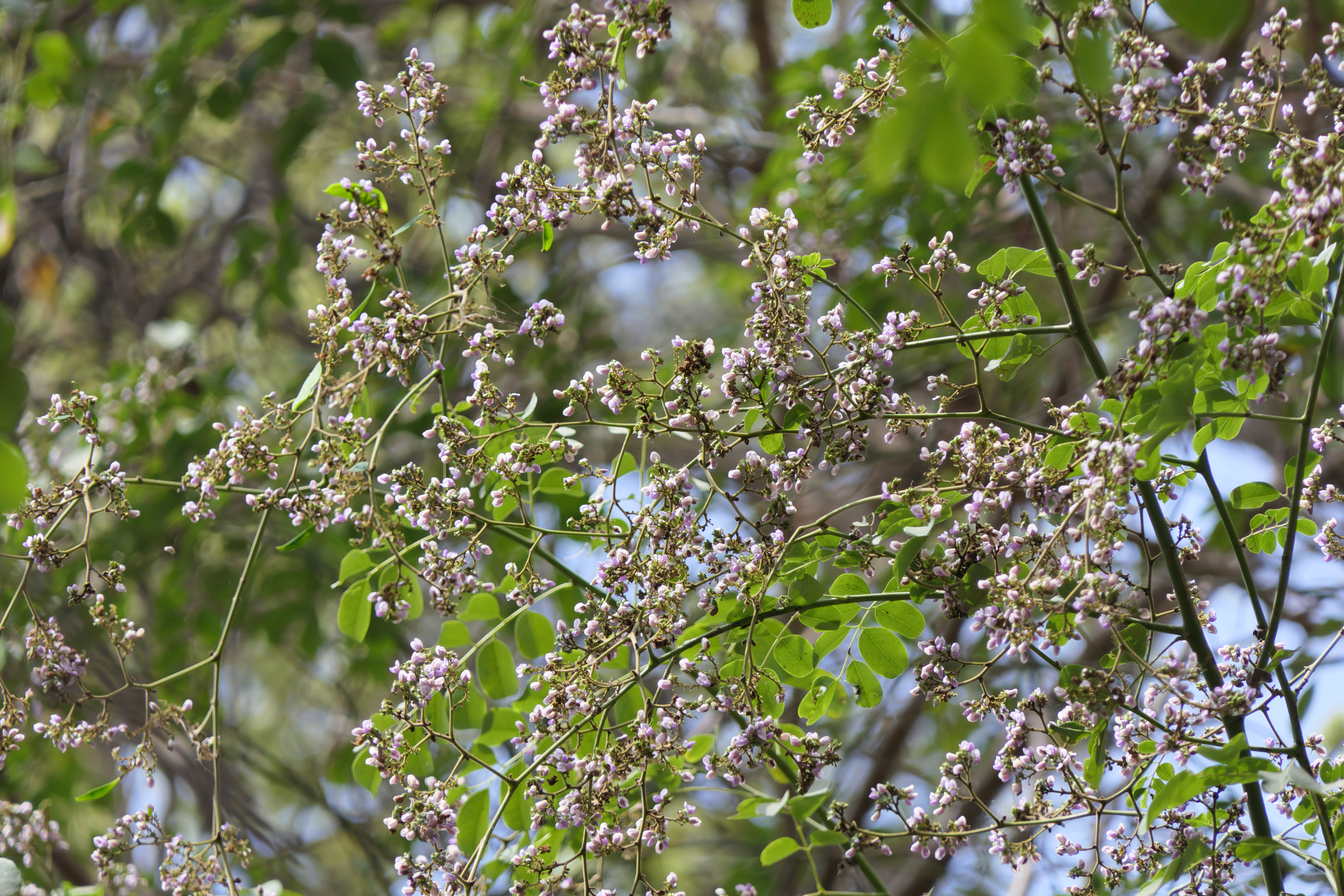
Dalbergia lanceolaria

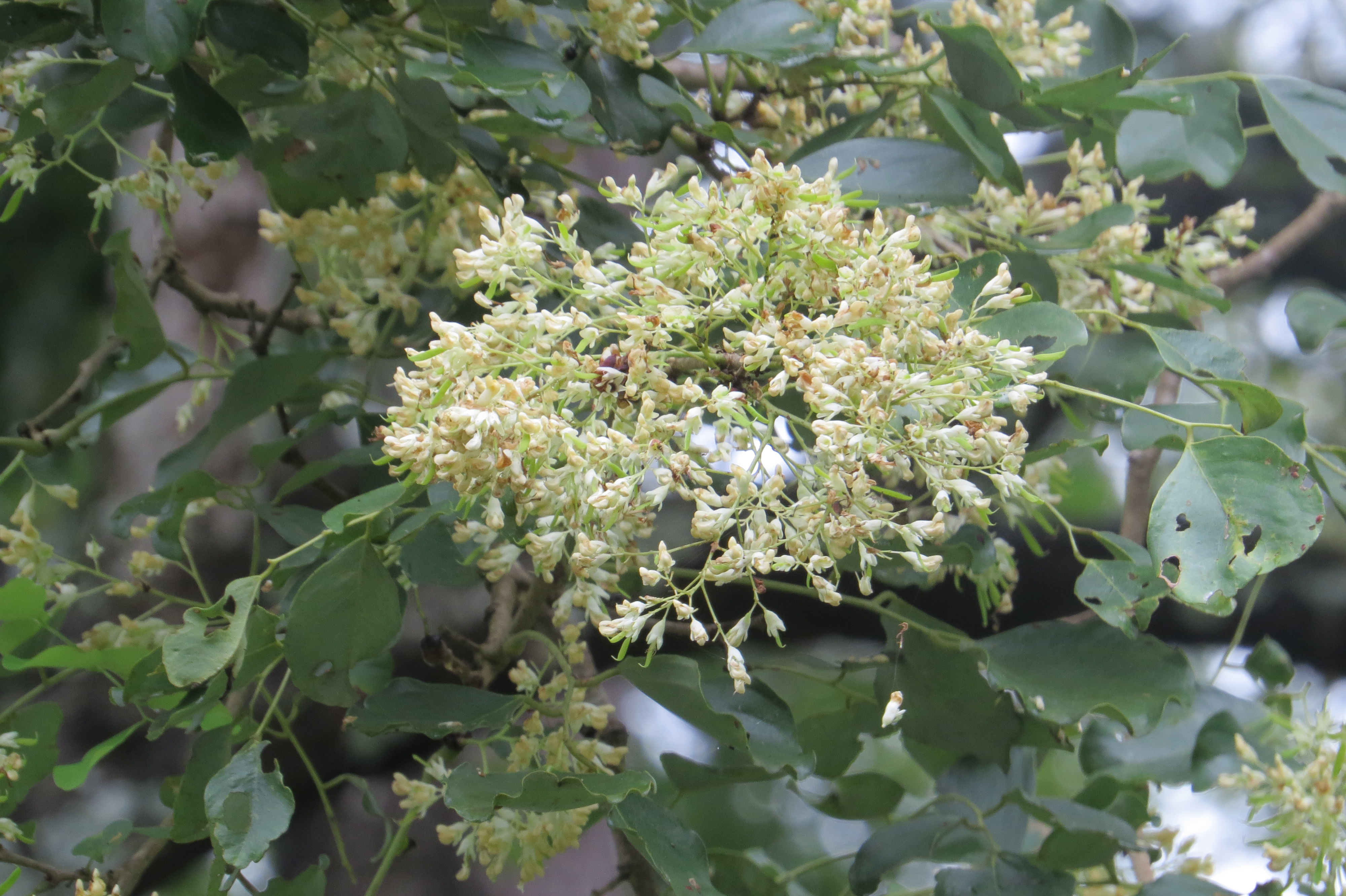
Dalbergia latifolia

PokrójDrzewa, krzewy i liany.
LiścieSkrętoległe, nieparzysto pierzastozłożone. Listki zwykle skrętoległe, rzadziej naprzeciwległe. Przylistki zwykle drobne i szybko odpadające.
KwiatyZebrane w powstających na szczytach pędów i w kątach liści groniastych i wiechowatych kwiatostanach, zwykle wielokwiatowych. Podsadki i przysadki zwykle są niewielkie i szybko odpadające. Kielich zrosłodziałkowy, dzwonkowaty, z ząbkami nierównymi – zwykle dolny jest największy, a para ząbków górnych jest częściowo zrośnięta i szersza od pozostałych. Korony zwykle są białe, jasnozielone, rzadko purpurowe. Płatki z paznokciem. Żagielek jajowaty lub zaokrąglony. Pręcików 9 lub 10, z jednym wolnym i 9 zrośniętymi lub w dwóch wiązkach po 5. Zalążnia z kilkoma zalążkami. Szyjka słupka długa lub krótka, zwykle zagięta, zakończona drobnym znamieniem.
OwoceStrąki zawierające jedno lub kilka nasion. U niektórych gatunków owoce są cienkie, przejrzyste, rozrośnięte wokół nasion tworząc funkcjonalnie skrzydlak. U innych strąki w różnym stopniu drewnieją i grubieją. Nasiona są nerkowate, spłaszczone.

## Systematyka
Pozycja systematyczna

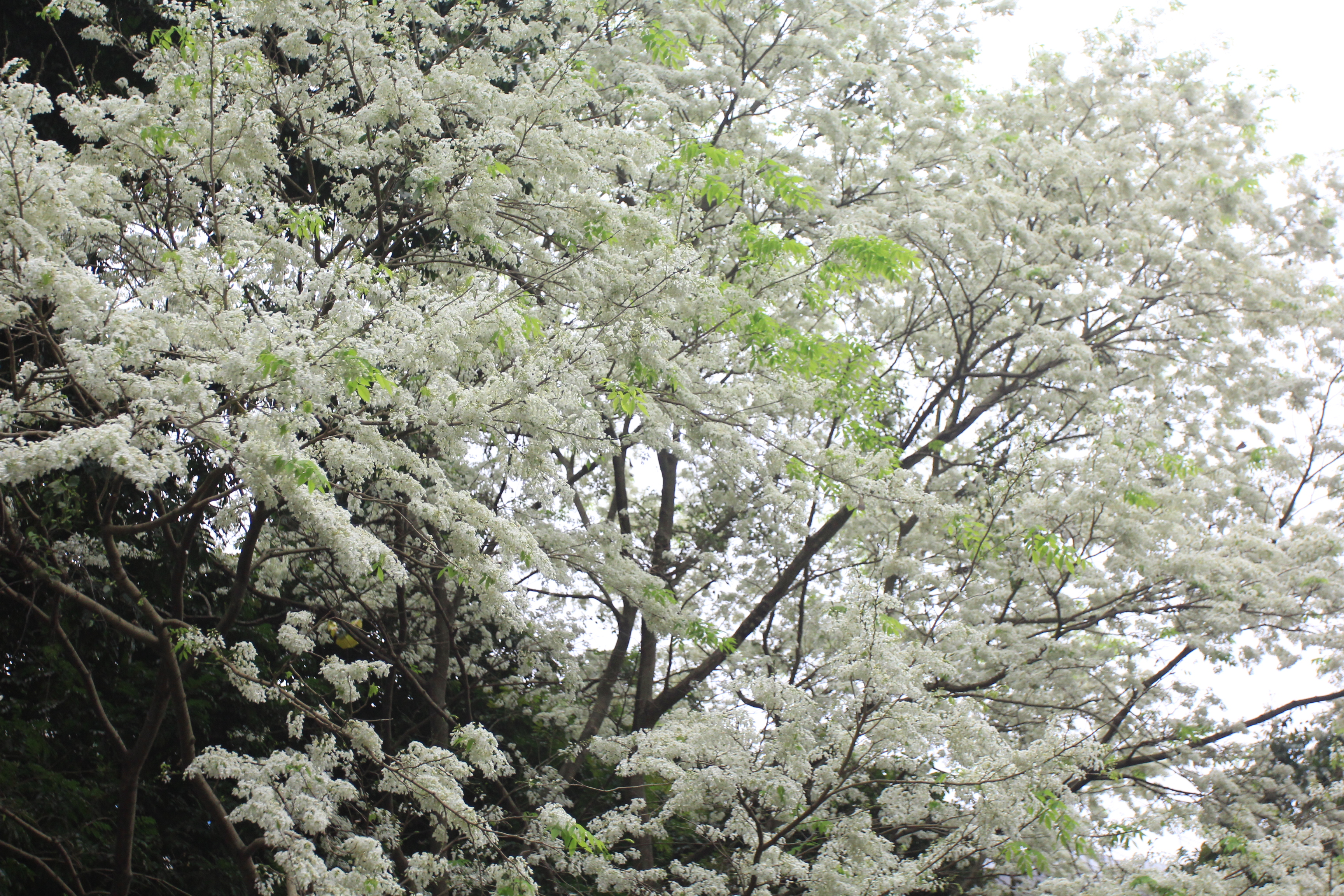
Dalbergia tonkinensis

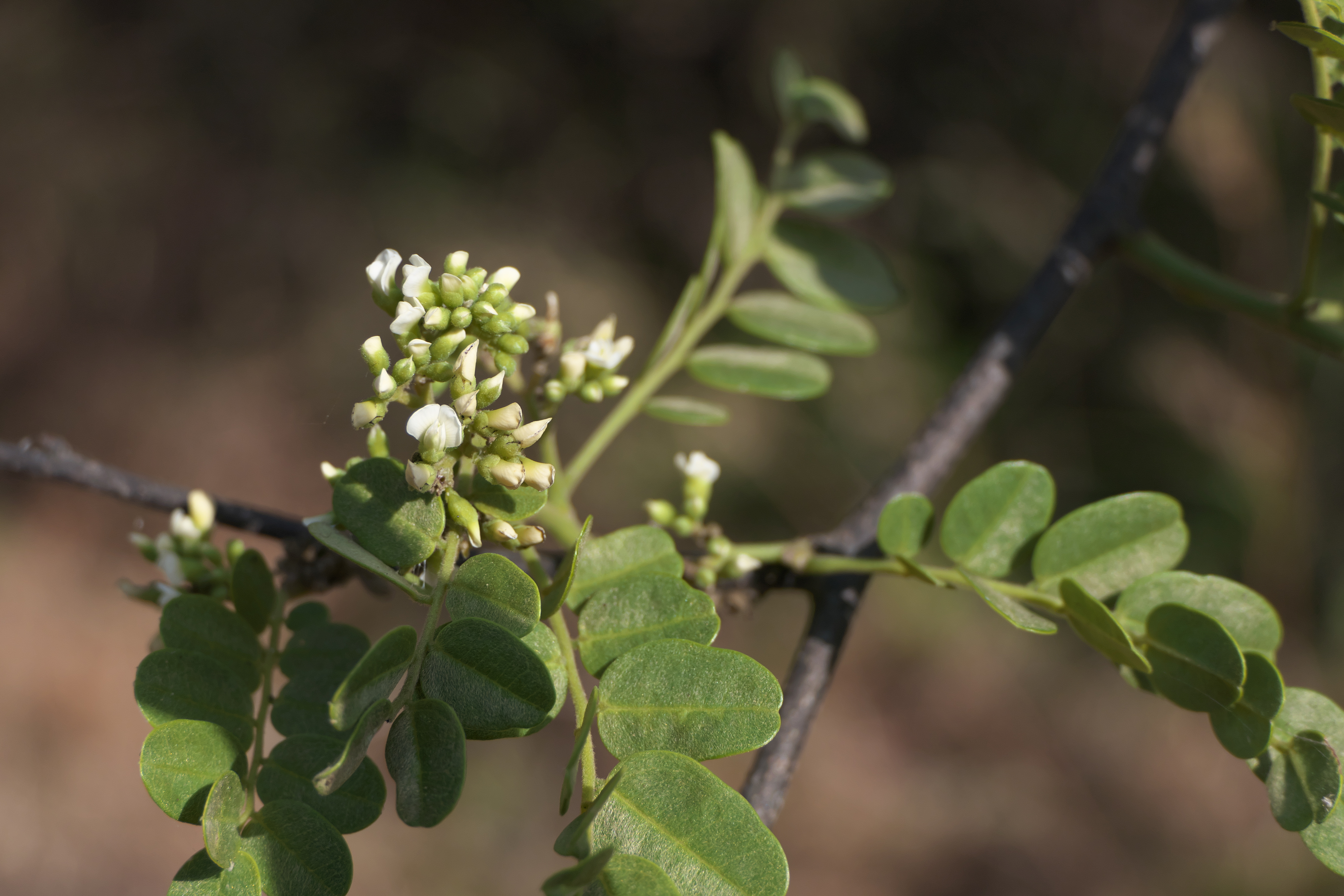
Dalbergia malabarica

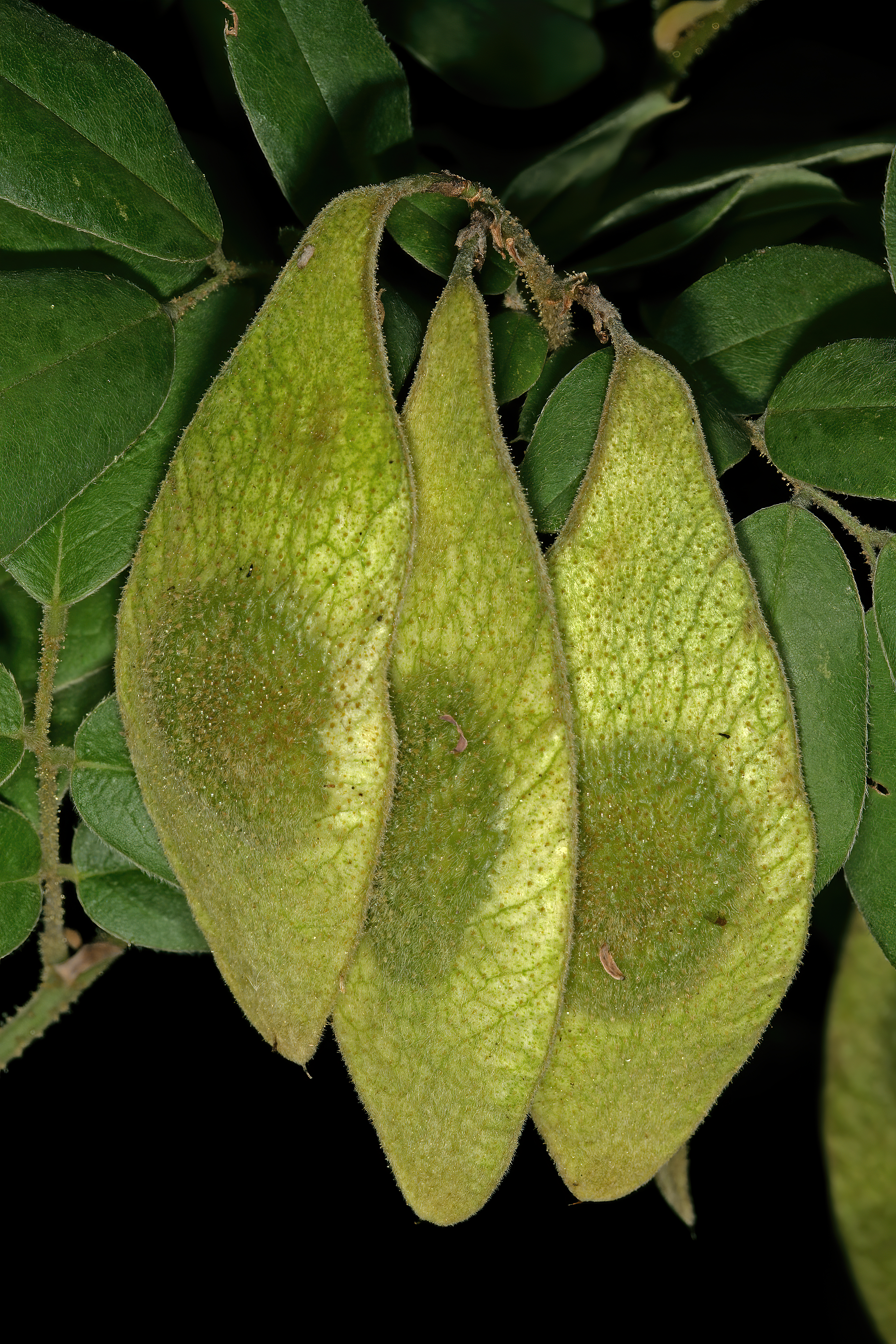
Strąki Dalbergia martinii

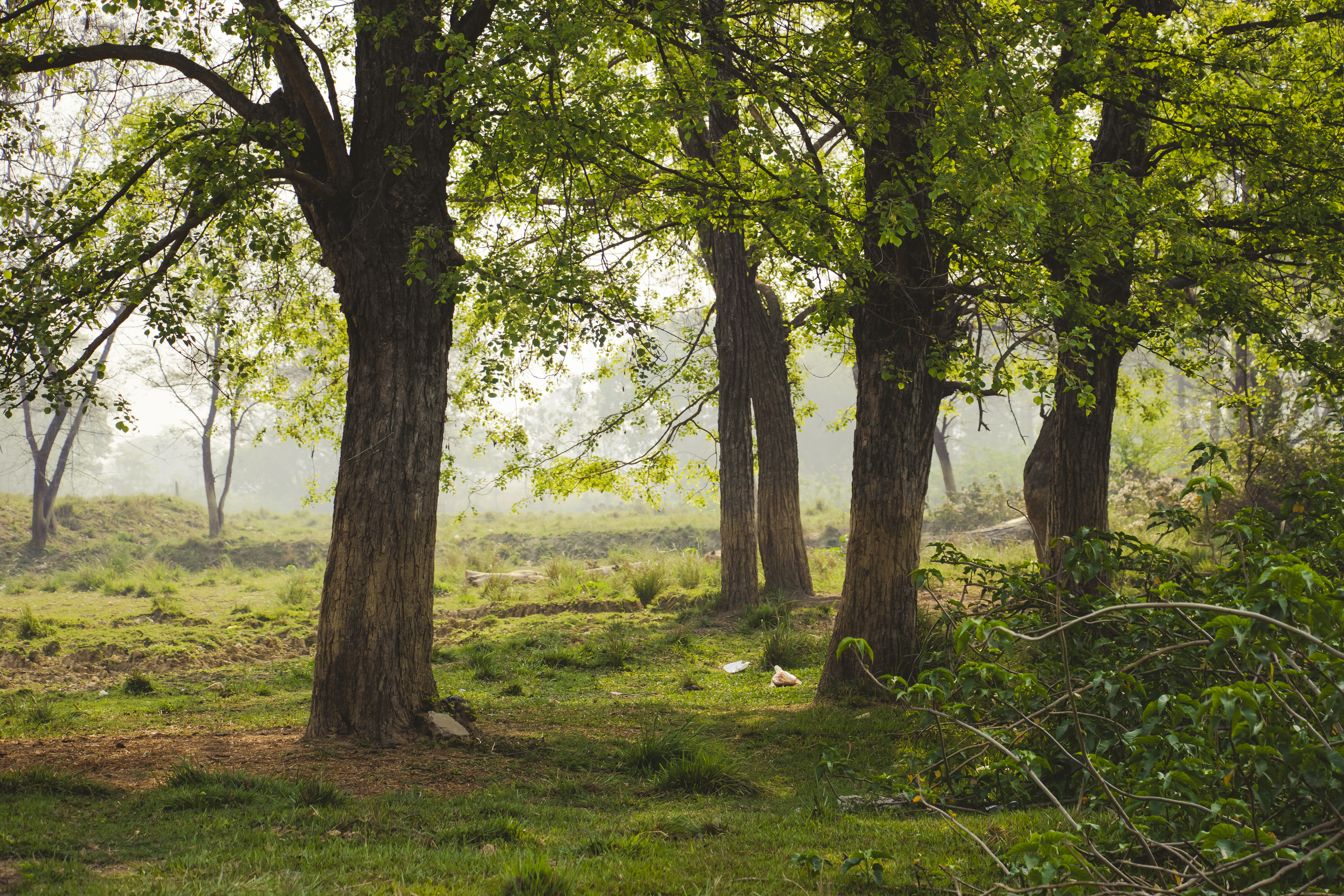
Dalbergia sissoo

Jeden z rodzajów plemienia Dalbergieae z podrodziny bobowatych właściwych (Faboideae) z rodziny bobowatych (Fabaceae). 
Wykaz gatunków
- Dalbergia abrahamii Bosser & R.Rabev.
- Dalbergia acariaeantha Harms
- Dalbergia acuta Benth.
- Dalbergia acutifoliolata Mendonça & E.P.Sousa
- Dalbergia adamii Berhaut
- Dalbergia adiantifolia O.Lachenaud
- Dalbergia afzeliana G.Don
- Dalbergia agudeloi J.Linares & M.Sousa
- Dalbergia ajudana Harms
- Dalbergia albertisii Prain
- Dalbergia albiflora A.Chev. ex Hutch. & Dalziel
- Dalbergia altissima Baker f.
- Dalbergia amazonica (Radlk.) Ducke
- Dalbergia andapensis Bosser & R.Rabev
- Dalbergia antsirananae Phillipson, Crameri & N.Wilding
- Dalbergia arbutifolia Baker
- Dalbergia armata E.Mey.
- Dalbergia assamica Benth.
- Dalbergia atropurpurea Ducke
- Dalbergia aurea Bosser & R.Rabev
- Dalbergia bakeri Welw. ex Baker
- Dalbergia baronii Baker
- Dalbergia bathiei R.Vig.
- Dalbergia beccarii Prain
- Dalbergia bemarivensis Phillipson & N.Wilding
- Dalbergia benthamii Prain
- Dalbergia berteroi (DC.) Urb.
- Dalbergia bintuluensis Sunarno & H.Ohashi
- Dalbergia boehmii Taub.
- Dalbergia bojeri Drake
- Dalbergia boniana Gagnep.
- Dalbergia borneensis Prain
- Dalbergia brachystachya Bosser & R.Rabev
- Dalbergia bracteolata Baker
- Dalbergia brasiliensis Vogel
- Dalbergia brownei (Jacq.) Schinz
- Dalbergia burmanica Prain
- Dalbergia calderonii Standl.
- Dalbergia calycina Benth.
- Dalbergia campenonii Drake
- Dalbergia cana Graham ex Kurz
- Dalbergia candenatensis (Dennst.) Prain
- Dalbergia canescens (Elmer) Merr.
- Dalbergia capuronii Bosser & R.Rabev
- Dalbergia carringtoniana E.C.Sousa
- Dalbergia catingicola Harms
- Dalbergia cearensis Ducke
- Dalbergia chapelieri Baill.
- Dalbergia chermezonii R.Vig.
- Dalbergia chlorocarpa R.Vig.
- Dalbergia chontalensis Standl. & L.O.Williams
- Dalbergia cibix Pittier
- Dalbergia clarkei Thoth.
- Dalbergia cochinchinensis Pierre
- Dalbergia commiphoroides Baker f.
- Dalbergia comorensis Bosser & R.Rabev
- Dalbergia confertiflora Benth.
- Dalbergia congensis Baker f.
- Dalbergia congesta Graham ex Wight & Arn.
- Dalbergia congestiflora Pittier
- Dalbergia coromandeliana Prain
- Dalbergia crispa Hepper
- Dalbergia cujabensis Benth.
- Dalbergia cultrata T.S.Ralph
- Dalbergia cumingiana Benth.
- Dalbergia dalzielii Baker f. ex Hutch. & Dalziel
- Dalbergia darienensis Rudd
- Dalbergia davidii Bosser & R.Rabev
- Dalbergia debilis J.F.Macbr.
- Dalbergia decipularis Rizzini & A.Mattos
- Dalbergia delphinensis Bosser & R.Rabev
- Dalbergia densa Benth.
- Dalbergia densiflora (Benth.) Benth.
- Dalbergia dialoides (Pierre) Niyomdham
- Dalbergia duarensis Thoth.
- Dalbergia dyeriana Prain
- Dalbergia ealaensis De Wild.
- Dalbergia ecastaphyllum (L.) Taub.
- Dalbergia elegans A.M.Carvalho
- Dalbergia emirnensis Benth.
- Dalbergia enneaphylla Pittier
- Dalbergia entadoides Pierre ex Gagnep.
- Dalbergia eremicola Polhill
- Dalbergia ernest-ulei Hoehne
- Dalbergia erubescens Bosser & R.Rabev
- Dalbergia ferruginea Roxb.
- Dalbergia fischeri Taub.
- Dalbergia florifera De Wild.
- Dalbergia foliolosa Benth.
- Dalbergia foliosa T.S.Ralph
- Dalbergia fouilloyana Pellegr.
- Dalbergia frutescens (Vell.) Britton
- Dalbergia gardneriana Benth.
- Dalbergia gautieri Bosser & R.Rabev.
- Dalbergia gentilii De Wild.
- Dalbergia gilbertii Cronquist
- Dalbergia gilletii De Wild.
- Dalbergia glaberrima Bosser & R.Rabev
- Dalbergia glabra (Mill.) Standl.
- Dalbergia glandulosa Benth.
- Dalbergia glaucescens (Mart. ex Benth.) Benth.
- Dalbergia glaucocarpa Bosser & R.Rabev
- Dalbergia glaziovii Harms
- Dalbergia glomerata Hemsl.
- Dalbergia glomeriflora Kurz
- Dalbergia godefroyi Prain
- Dalbergia gossweileri Baker f.
- Dalbergia gracilis Benth.
- Dalbergia granadillo Pittier
- Dalbergia grandibracteata De Wild.
- Dalbergia grandistipula A.M.Carvalho
- Dalbergia greveana Baill.
- Dalbergia guttembergii A.M.Carvalho
- Dalbergia hainanensis Merr. & Chun
- Dalbergia hancei Benth.
- Dalbergia havilandii Prain
- Dalbergia henryana Prain
- Dalbergia hepperi Jongkind
- Dalbergia heudelotii Stapf
- Dalbergia hiemalis Malme
- Dalbergia hildebrandtii Vatke
- Dalbergia hirticalyx Bosser & R.Rabev
- Dalbergia horrida (Dennst.) Mabb.
- Dalbergia hortensis Heringer, Rizzini & A.Mattos
- Dalbergia hoseana Prain
- Dalbergia hosokawae Costion
- Dalbergia hostilis Benth.
- Dalbergia hullettii Prain
- Dalbergia humbertii R.Vig.
- Dalbergia hupeana Hance
- Dalbergia hygrophila (Mart. ex Benth.) Hoehne
- Dalbergia intermedia A.M.Carvalho
- Dalbergia inundata Spruce ex Benth.
- Dalbergia iquitosensis Harms
- Dalbergia jaherii Burck ex Prain
- Dalbergia jingxiensis S.Y.Liu
- Dalbergia johorensis Sunarno & H.Ohashi
- Dalbergia junghuhnii Benth.
- Dalbergia kingiana Prain
- Dalbergia kunstleri Prain
- Dalbergia lactea Vatke
- Dalbergia lanceolaria L.f.
- Dalbergia lancistipula O.Lachenaud
- Dalbergia lastoursvillensis Pellegr.
- Dalbergia lateriflora Benth.
- Dalbergia latifolia Roxb.
- Dalbergia laxiflora Micheli
- Dalbergia lemurica Bosser & R.Rabev
- Dalbergia librevillensis Pellegr.
- Dalbergia longepedunculata J.Linares & M.Sousa
- Dalbergia louisii Cronquist
- Dalbergia louvelii R.Vig.
- Dalbergia luteola J.Linares & M.Sousa
- Dalbergia macrosperma Welw. ex Baker
- Dalbergia madagascariensis Vatke
- Dalbergia malabarica Prain
- Dalbergia manongarivensis Bosser & R.Rabev.
- Dalbergia maritima R.Vig.
- Dalbergia martini F.White
- Dalbergia masoalensis Bosser & R.Rabev.
- Dalbergia matthewii Soosairaj, P.Raja & Britto
- Dalbergia mayumbensis Baker f.
- Dalbergia melanocardium Pittier
- Dalbergia melanoxylon Guill. & Perr. – dalbergia czarnodrzew
- Dalbergia menoeides Prain
- Dalbergia micheliana De Wild.
- Dalbergia microphylla Chiov.
- Dalbergia millettii (Benth.) Benth.
- Dalbergia mimosella (Blanco) Prain
- Dalbergia minutiflora Sunarno & H.Ohashi
- Dalbergia miscolobium Benth.
- Dalbergia modesta J.Linares & M.Sousa
- Dalbergia monetaria L.f.
- Dalbergia monophylla G.A.Black
- Dalbergia monticola Bosser & R.Rabev
- Dalbergia multijuga E.Mey.
- Dalbergia negrensis (Radlk.) Ducke
- Dalbergia neoperrieri Bosser & R.Rabev
- Dalbergia nervosa O.Lachenaud
- Dalbergia ngounyensis Pellegr.
- Dalbergia nigra (Vell.) Allemão ex Benth.
- Dalbergia nigrescens Kurz
- Dalbergia nitida (Mart. ex Benth.) Ducke ex Hoehne
- Dalbergia nitidula Welw. ex Baker
- Dalbergia normandii Bosser & R.Rabev
- Dalbergia obcordata N.Wilding, Phillipson & Crameri
- Dalbergia obliquifoliolata O.Lachenaud
- Dalbergia oblongifolia G.Don
- Dalbergia obovata E.Mey.
- Dalbergia occulta Bosser & R.Rabev.
- Dalbergia odorifera T.C.Chen
- Dalbergia oligophylla Baker ex Hutch. & Dalziel
- Dalbergia oliveri Gamble ex Prain
- Dalbergia orientalis Bosser & R.Rabev
- Dalbergia ovata Graham ex Benth.
- Dalbergia pachycarpa (De Wild. & T.Durand) Ulbr. ex De Wild.
- Dalbergia palo-escrito Rzed. & Guridi-Gómez
- Dalbergia parviflora Roxb.
- Dalbergia peguensis Thoth.
- Dalbergia peltieri Bosser & R.Rabev
- Dalbergia pervillei Vatke
- Dalbergia pilosa Adema
- Dalbergia pinnata (Lour.) Prain
- Dalbergia pluriflora Baker f.
- Dalbergia polyadelpha Prain
- Dalbergia poolii Baker
- Dalbergia prainii Thoth.
- Dalbergia pseudo-ovata Thoth.
- Dalbergia pseudobaronii R.Vig.
- Dalbergia pseudomaritima Crameri, Phillipson & N.Wilding
- Dalbergia pseudoviguieri Bosser & R.Rabev.
- Dalbergia purpurascens Baill.
- Dalbergia ramosii Sunarno & H.Ohashi
- Dalbergia razakamalalae Crameri, Phillipson & N.Wilding
- Dalbergia reniformis Roxb.
- Dalbergia reticulata Merr.
- Dalbergia retusa Hemsl.
- Dalbergia revoluta Ducke
- Dalbergia rhachiflexa J.Linares & M.Sousa
- Dalbergia richardsii Sunarno & H.Ohashi
- Dalbergia riedelii (Benth.) Sandwith
- Dalbergia rimosa Roxb.
- Dalbergia riparia (Mart. ex Benth.) Benth.
- Dalbergia rostrata Hassk.
- Dalbergia rubiginosa Roxb.
- Dalbergia ruddiae J.Linares & M.Sousa
- Dalbergia rufa G.Don
- Dalbergia rugosa Hepper
- Dalbergia salvanaturae J.Linares & M.Sousa
- Dalbergia sambesiaca Schinz
- Dalbergia sampaioana Kuhlm. & Hoehne
- Dalbergia sandakanensis Sunarno & H.Ohashi
- Dalbergia saxatilis Hook.f.
- Dalbergia semiapplanata O.Lachenaud
- Dalbergia sericea G.Don
- Dalbergia setifera Hutch. & Dalziel
- Dalbergia simpsonii Rudd
- Dalbergia sissoides Graham ex Wight & Arn.
- Dalbergia sissoo Roxb. ex DC.
- Dalbergia spruceana Benth.
- Dalbergia stenopetala O.Lachenaud
- Dalbergia stenophylla Prain
- Dalbergia stevensonii Standl.
- Dalbergia stipulacea Roxb.
- Dalbergia suaresensis Baill.
- Dalbergia subcymosa Ducke
- Dalbergia suthepensis Niyomdham
- Dalbergia tabascana Pittier
- Dalbergia teijsmannii Sunarno & H.Ohashi
- Dalbergia teixeirae E.C.Sousa
- Dalbergia thomsonii Benth.
- Dalbergia thorelii Gagnep.
- Dalbergia tilarana N.Zamora
- Dalbergia tinnevelliensis Thoth.
- Dalbergia tonkinensis Prain
- Dalbergia travancorica Thoth.
- Dalbergia trichocarpa Baker
- Dalbergia tricolor Drake
- Dalbergia tsaratananensis Bosser & R.Rabev
- Dalbergia tsiandalana R.Vig.
- Dalbergia tsoi Merr. & Chun
- Dalbergia tucurensis Donn.Sm.
- Dalbergia uarandensis (Chiov.) Thulin
- Dalbergia urschii Bosser & R.Rabev
- Dalbergia vacciniifolia Vatke
- Dalbergia velutina Benth.
- Dalbergia vietnamensis P.H.Hô & Niyomdham
- Dalbergia viguieri Bosser & R.Rabev
- Dalbergia villosa (Benth.) Benth.
- Dalbergia volubilis Roxb.
- Dalbergia wattii C.B.Clarke
- Dalbergia xerophila Bosser & R.Rabev
- Dalbergia xylocarpa O.Lachenaud
- Dalbergia yunnanensis Franch.